# Подозерское
Подозерское (уст. Подозерецкое) — озеро ледникового происхождения на севере Комсомольского района Ивановской области. Расположено в 6 км к северу от села Подозёрский, северо-западнее истока реки Лахость.
Площадь зеркала — 0,44 км² (по другим данным — 0,81 км², что, возможно связано с сезонным колебанием уровня воды). Периметр озера равен 3332 метрам. Высота над уровнем моря — 135,6 метра.
Со всех сторон окружено болотами, изрезанными мелиоративными каналами, через которые имеет сток в реку Лахость. В этой связи доступ к озеру затруднён. Разработка торфа велась в XX веке, в настоящее время не ведётся.
В озере обитают щука, карась, окунь, плотва, вьюн.
Код объекта в государственном водном реестре — 08010300211110000005603.